# Sericocalyx crispus
Sericocalyx crispus là một loài thực vật có hoa trong họ Ô rô. Loài này được (L.) Bremek. miêu tả khoa học đầu tiên năm 1944.